# Скотт Перрас
Скотт Ентоні Перрас (англ. Scott Anthony Perras; нар. 25 жовтня 1983, Реджайна, Канада) — канадський біатлоніст, учасник чемпіонатів світу з біатлону, учасник етапів кубка світу з біатлону.

## Виступи на чемпіонатах світу
| Рік  | Місце проведення     | Інд | Спр | Пр | МС | Ест | ЗМ |
| 2008 | Естерсунд            | 75  | 95  |    |    | 21  |    |
| 2009 | Пхьончхан            | 107 | 82  |    |    | 16  |    |
| 2011 | Ханти-Мансійськ      | 49  | 34  | 31 |    | 11  |    |
| 2012 | Рупольдінг           | 45  | 50  | 54 |    | 13  |    |
| 2013 | Нове Место-на-Мораві | 26  | 66  |    |    | 8   | 15 |

## Кар'єра в Кубку світу
- Дебют у Кубку світу — 29 листопада 2007 року в індивідуальній гонці в Контіолахті — 104 місце.
- Перше потравляння в залікову зону — 17 грудня 2009 року в індивідуальній гонці в Поклюці — 32 місце.

## Загальний залік у Кубку світу
- 2009–2010 — 105-е місце (9 очок)
- 2010–2011 — 68-е місце (55 очок)
- 2011–2012 — 66-е місце (42 очки)
- 2012–2013 — 54-е місце (108 очок)

## Статистика стрільби
| № п/п | Сезон     | Загальна        | Індивідуальна гонка | Спринт        | Гонка переслідування | Мас-старт     | Естафета      |
| ----- | --------- | --------------- | ------------------- | ------------- | -------------------- | ------------- | ------------- |
| 1     | 2007-2008 | 65,7% (115/175) | 72,5% (29/40)       | 67,1% (47/70) | 60,0% (12/20)        | 0,0% (0/0)    | 60,0% (27/45) |
| 2     | 2008-2009 | 68,3% (190/278) | 62,5% (50/80)       | 66,3% (53/80) | 80,0% (48/60)        | 0,0% (0/0)    | 67,2% (39/58) |
| 3     | 2009-2010 | 81,7% (49/60)   | 90,0% (18/20)       | 77,5% (31/40) | 0,0% (0/0)           | 0,0% (0/0)    | 0,0% (0/0)    |
| 4     | 2010-2011 | 75,8% (182/240) | 78,3% (47/60)       | 78,8% (63/80) | 71,7% (43/60)        | 0,0% (0/0)    | 72,5% (29/40) |
| 5     | 2011-2012 | 76,4% (198/259) | 80,0% (48/60)       | 73,8% (59/80) | 77,5% (62/80)        | 0,0% (0/0)    | 74,4% (29/39) |
| 6     | 2012-2013 | 77,5% (279/360) | 86,7% (52/60)       | 74,4% (67/90) | 78,0% (78/100)       | 85,0% (17/20) | 72,2% (65/90) |